# Epsilon
Epsilon (лат.) — род одиночных ос из семейства Vespidae. 16 видов.

## Распространение
Австралия и Юго-Восточная Азия.

## Описание
Чёрные осы с жёлтыми отметинами и с тонким длинным стебельком брюшка (петиоль). Передняя поверхность пронотума с группой срединных поперечных бороздок. Голени средней пары ног с одной шпорой. Длина менее 1 см. Род был впервые описан в 1855 году швейцарским энтомологом Анри де Соссюром.
От близких родов отличаются следующими признаками: клипеус длиннее ширины, апикальный край выемчатый; проподеум с субмаргинальным килем, выступающим в виде округлого лепестка над вальвулой; проподеум без приподнятой полкообразной части, латеральный край килеватый; метанотум угловат; только тергит II с ламеллой; вторая субмаргинальная ячейка со второй рекуррентной жилкой почти или полностью интерстициальна с третьей субмаргинальной ячейкой. Формула щупиков 6:4

## Классификация
Род был выделен в 1855 году для вида Odynerus dyscherus Saussure, 1852. Род включают в состав подсемейства Eumeninae. Близок к роду Stenodyneriellus и Leptochilus.
- Epsilon achterbergi Giordani Soika, 1995
- Epsilon burmanicum (Bingham, 1897)
- Epsilon chartergiforme (Soika, 1962)
- Epsilon chikmagalurensis (Lambert, 2008)
- Epsilon dyscherum (de Saussure, 1853)
- Epsilon excavatus (Borsato, 1994)
- Epsilon fujianensis Lee, 1981
- Epsilon grandipunctatum Gusenleitner, 1996
- Epsilon incola Giordani Soika, 1994
- Epsilon laboriosum (Smith, 1864)
- Epsilon manasicum Girish Kumar & Carpenter, 2014
- Epsilon manifestum (Smith, 1858)
- Epsilon rubromaculatum Gusenleitner, 2011
- Epsilon rufipes Selis, 2017[6]
- Epsilon similimanasicum Zhang, Chen & Li, 2020[7]
- Epsilon subfistulosus (Wickwar, 1908)
- Epsilon tinctipenne (Walker, 1860)
- Epsilon vechti Soika, 1995